# Косметический лёд
Космети́ческий лёд — это кубики льда, используемые для протирания кожи лица и тела. Существует предание, что этим средством пользовалась императрица Екатерина II.

## Разновидности
Косметический лёд изготавливается самостоятельно по многочисленным народным рецептам — замораживанием питьевой, негазированной минеральной или серебряной воды, свежевыжатых соков и травяных настоев, а также отваров из трав, ягод, корней растений, риса и зелёного чая.
Традиционно, одним из лучших и сбалансированных косметических льдов считается т.н. "берёзовый лёд", представляющий собой замороженный свежий сок берёзы. Этот косметический лёд оказывает благотворное влияние на кожу благодаря большому количеству витаминов и микроэлементов, которые содержатся в берёзовом соке в коллоидном состоянии, за счёт чего обеспечивается почти полное их усвоение.
Также встречается косметический лёд промышленного производства. Нередко это лосьон, который необходимо заморозить перед использованием.

## Отличия от похожих процедур

### От умывания
Данная процедура эффективнее, чем простое умывание водой, так как здесь одновременно происходит закаливание кожи, сужение пор и насыщение её полезными витаминами и минералами. Во время процедуры кубиком льда проводят по массажным линиям кожи, не допуская при этом её переохлаждения. В результате кожные покровы приобретают здоровый цвет, эластичность и упругость.

### От криотерапии
Протирание кожи косметическим льдом является самостоятельной процедурой, а не разновидностью криотерапии, при которой эффект достигается исключительно за счёт кратковременного охлаждения поверхности тела. Косметический лёд одновременно воздействует на кожу холодом и биоактивными веществами, содержащимися в кубике льда, за счёт чего достигается ярко выраженный терапевтический эффект.

## Противопоказания
Противопоказаниями к применению косметического льда являются:
1. купероз (расширенные сосуды, т. н. сосудистые звёздочки);
2. воспалительные заболевания кожи;
3. экзема;
4. открытые раны и ссадины на лице.